# Грин, Джон Колтон
Джон Колтон Грин (англ. John C. (Colton) Greene; 5 марта 1917, Индианаполис — 12 ноября 2008, Пасифик-Гров, Калифорния) — американский историк науки. Доктор философии (1952), профессор Коннектикутского университета с 1967, на протяжении двадцати лет. В 1975—1977 29-й президент Общества истории науки. Основные работы — American Science in the Age of Jefferson (1984) и The Death of Adam: Evolution and Its Impact on Western Thought (1959), распроданная тиражом более двухсот тысяч экземпляров, и он наиболее известен, вероятно, именно как оной автор. Награжден престижной медалью Сартона Обществом истории науки (2002).

## Биография
Вырос в Вермиллионе (Южная Дакота) в академической семье.
В 1934 году поступил в Университет Южной Дакоты, где его отец преподавал французский язык. Специализировался там на политологии и в 1938 получил степень бакалавра. Докторскую степень получит в Гарварде, где учился и его отец (а мать училась в Барнарде). Проявив себя как исследователь, в 1941 избран в престижное Harvard Society of Fellows, младшим членом. Сперва он получил степень магистра истории, занятия же в аспирантуре были прерваны войной. Достиг звания капитана, служа офицером связи и адъютантом у бригадного генерала Donald Prentice Booth. Женился в Каире на армейской медсестре. После своей службы вместе с супругой он возвращается в Гарвард, где восстановится в Harvard Society of Fellows.
Академическую карьеру начал преподавателем в Чикагском университете (1948—1952). Докторские экзамены по истории сдавал комитету с Arthur M. Schlesinger Sr. и Крейном Бринтоном. Именно Шлезингер и вдохновил Грина заняться диссертацией по теме «Геология и религия: 1820—1860»; при этом он получит степень по истории Америки.
Затем преподавал в Университете Висконсина (1952—1956), Университете штата Айова (1956—1962), Калифорнийском университете в Беркли (1962—1963) и Университете Канзаса (1963—1967). Тридцать лет проведет в Университете Коннектикута. Почетный доктор Университета Южной Дакоты (1985). В 1998 овдовел, после чего переехал в дом престарелых в Калифорнии на полуострове Монтерей.
Феллоу Американского антикварного общества (1983). Членкор Международной академии истории науки (1971). В 1960—1976 администратор в Обществе истории науки.
Его исследовательские интересы включали историю эволюционных идей в западной мысли, раннюю американскую науку и исторические связи науки, религии и мировоззрения. После доктората его все больше интересовала интеллектуальная история науки, кульминацией ряда его эссе, основывавшихся на собственной диссертации станет книга «Смерть Адама: эволюция и ее влияние на западную мысль». В 1989 James Moore (biographer) организовал и выступил редактором фестшрифта History,
Humanity and Evolution: Essays for John C. Greene {Рец.}. В 2005 году Грин выпустил небольшой мемуар, о своих обширных путешествиях будучи офицером в годы Второй мировой войны, под названием «Ученый идет на войну» (A Scholar Goes to War). Переписывался с эволюционными биологами Эрнстом Майром, Феодосием Добжанским и Вальтером Боком. Считал, что «американская мысль — это всего лишь аспект западной мысли, неотделимый от нее в каком-либо действенном смысле».

## Работы
- The Death of Adam: Evolution and its Impact on Western Thought (Ames: Iowa State University Press. 1959. Pp. 388) {Рец. Richard S. Westfall}
- Darwin and the Modern World View (1961) {Рец., }
- Science, Ideology, and World View: Essays in the History of Evolutionary Ideas (1981)
- American Science in the Age of Jefferson (1984)
- Debating Darwin: Adventures of a Scholar (1999) {Рец.}

Соавтор Science of Minerals in the Age of Jefferson (1978).